# ری کراک
ریموند آلبرت ری کراک (به انگلیسی: Raymond Albert "Ray" Kroc) کارآفرین آمریکایی بود. از او به عنوان بنیان‌گذار رستوران زنجیره‌ای مک‌دونالدز نام برده می‌شود چون این شرکت در زمان مدیریت او توسعه بسیار یافت.
وی در ۵ اکتبر ۱۹۰۲ در  اوک پارک، ایلینوی متولد شده و در ۱۴ ژوئن ۱۹۸۴ در سن ۸۱ سالگی درگذشت.